# Éditions Obsidiane
 (septembre 2024).
Si vous disposez d'ouvrages ou d'articles de référence ou si vous connaissez des sites web de qualité traitant du thème abordé ici, merci de compléter l'article en donnant les références utiles à sa vérifiabilité et en les liant à la section « Notes et références ».
Obsidiane est une maison d'édition de poésie et de littérature qui s'est développée aux côtés de la revue éponyme créée à Sens en avril 1978.

## Historique

### Années 1980 et 1990

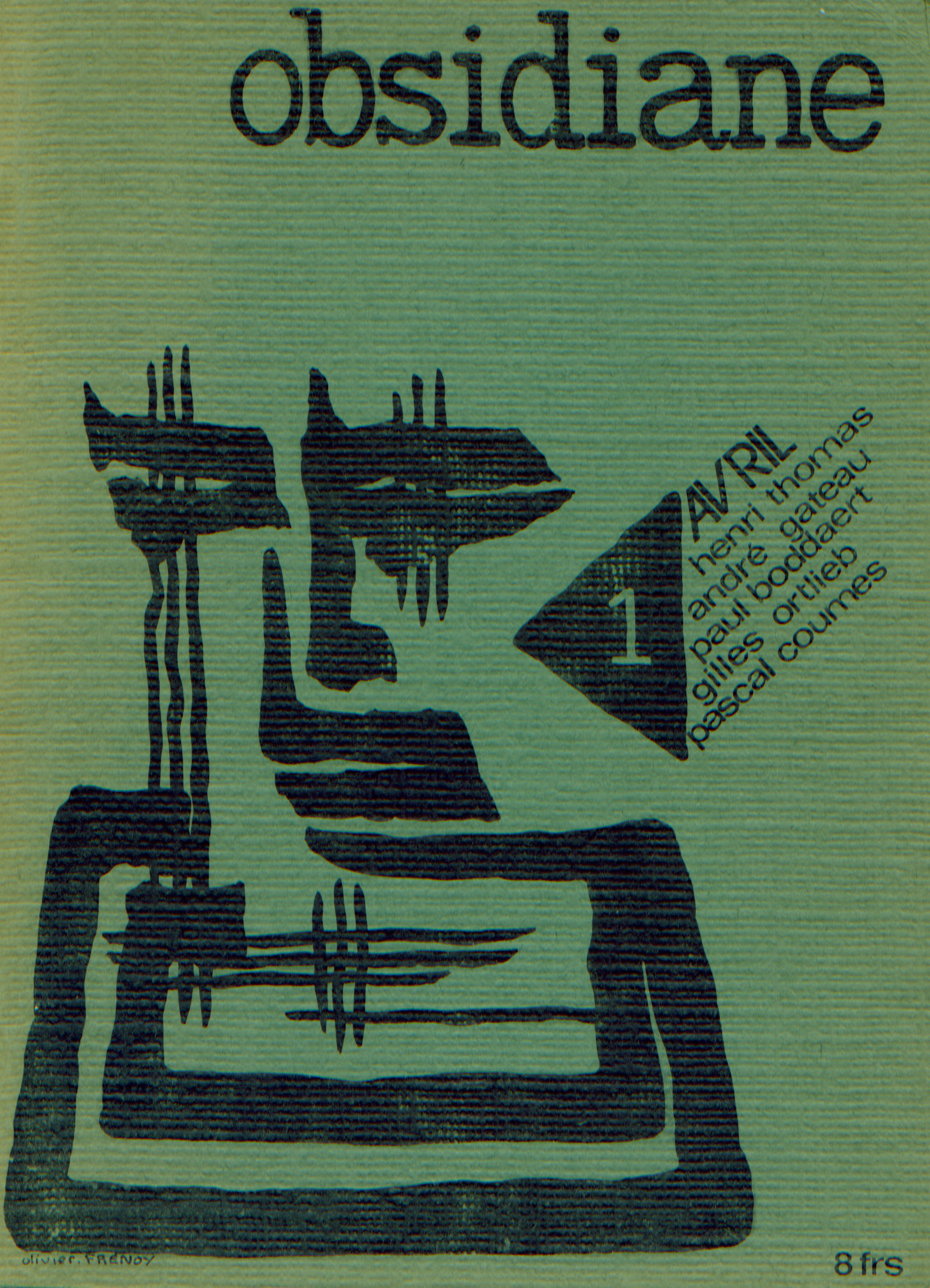
Revue Obsidiane n°1 (avril 1978)

La revue Obsidiane est née avec la parution d’un premier numéro dactylographié et agrafé à la main. Groupés en association autour de l’écrivain Henri Thomas, rencontré sur l‘île de Houat, des étudiants et de jeunes poètes (dont François Boddaert, Pascal Coumes et Gilles Ortlieb) animèrent cette entreprise avec, pour uniques moyens, leur énergie et leur volonté de faire lire des poètes de la littérature mondiale, alors peu en vogue. La revue, qui aura 30 numéros (le dernier, en 1986, consacré justement à Henri Thomas), fut assez à contre-courant de l’époque par sa présentation austère qui décidait de laisser exclusivement parler le texte imprimé. Dès 1980, les animateurs firent paraître de temps à autre des volumes de la collection « Les Cahiers Obsidiane », sorte de prolongement de la revue (Hart Crane, Salah Stétié, Edmond Jabès, Jean de La Croix…) ; ils créèrent également le festival Poésie/Musique de Sens, au cours duquel était remis un prix de poésie (Pierre Emmanuel, Loránd Gáspár, James Sacré, Jacques Réda, P. Keineg).
À partir de 1984, la publication d’ouvrages de traduction prend le pas sur la revue, et une demi-douzaine de livres paraît alors chaque année, en plus des « Cahiers Obsidiane » ; ces éditions bilingues publient nombre de grands noms de la poésie mondiale (Keats, Lawrence, Morgenstern, Buzzati, Rouquette, Woolf). Parallèlement, les éditions abritent les cahiers thématiques de philosophie « Exercices de la Patience » (Lévinas, Blanchot, Heidegger, Le Neutre…). En 1987, Obsidiane, transformée en SARL, lance la collection de poésie francophone « Les Solitudes ». Aujourd’hui arrêtée, elle compte 101 titres, dont certains des plus prestigieux noms de la poésie contemporaine de langue française et a reçu les prix les plus éminents. En partenariat avec la fondation Bleustein-Blanchet, Obsidiane créa aussi la collection « La Vocation », qui publia pendant une dizaine d’années le premier livre des lauréats de ce prix.
Renouant avec ses origines, les éditions lancent, en 1994, la revue bimestrielle Le Mâche-Laurier, animée par un groupe d’une douzaine de poètes, la plupart venus de la collection Les Solitudes. La caractéristique du Mâche-Laurier, qui cesse son activité en 2008 avec son 25e numéro, fut de ne publier longtemps que des poètes francophones. Un ou deux peintres accompagnèrent chaque numéro par une série de dessins, gravures ou peintures réalisés pour la circonstance.

### Années 2000
En 2003, pour faire suite à la collection « La Vocation », Obsidiane crée, en grand format et n’excédant pas 64 pages, la collection « Le legs prosodique » qui a la particularité de ne jamais publier qu’un seul ouvrage de chaque auteur.
En collaboration avec les éditions Le Temps qu’il fait, Obsidiane coproduit tous les deux ans une forte anthologie (Les Analectes) d’un poète contemporain qui réalise lui-même le choix dans son œuvre (Bancquart, Bénézet, Keineg, Venaille, Commère).
Enfin, les éditions Obsidiane tentèrent en 2003 de lancer la revue Agotem, destinée aux poètes écrivant en français mais dont le français n’est pas la langue naturelle. Sans doute en raison des positions assez critiques de la revue sur l’avenir de la francophonie « officielle », qui la privèrent de subventions, seuls deux numéros ont pu paraître.
Sans les aléas de la diffusion-distribution (faillites, incendie, inondation…), les éditions proposeraient plus de 250 titres : une petite moitié survit à ce jour.
Au cours de l’année 2008, qui marque donc les 30 ans d’activité d’Obsidiane, plus de vingt manifestations ont eu lieu en France : expositions, lectures, débats…
En 2010, deux projets un peu anciens voient le jour :
- La revue numérique de littérature Secousse (3 numéros par an) qui publie poèmes, proses, essais, entretiens (outre les écrivains, par ex. Olivier Rolin ou François Bon, ont été reçus le musicien Philippe Hersant, le comédien Jacques Bonnaffé, le mathématicien Alain Connes, etc.), ainsi que des notes critiques et des notes de lecture. Une "sonothèque" donne à entendre des textes lus par leurs auteurs ou par des comédiens.
- Une nouvelle collection, Les Placets invectifs, qui publie des pamphlets anciens (Courier, Bloy, Gilbert, Montesquieu, Verlaine…) et contemporains. Les premiers volumes sont dus à Olivier Apert, Baptiste-Marrey, Barbey d'Aurevilly, Alain Jugnon, Montesquieu, Marc Vaillancourt, Verlaine...
- La nouvelle collection de poésie Le Carré des lombes, qui remplace Les Solitudes; d'un format carré, la collection mêle poèmes et œuvres graphiques. Premier volume, Serpentes de Gérard Titus-Carmel (poèmes et dessins du même)